# Санкей Сімбун

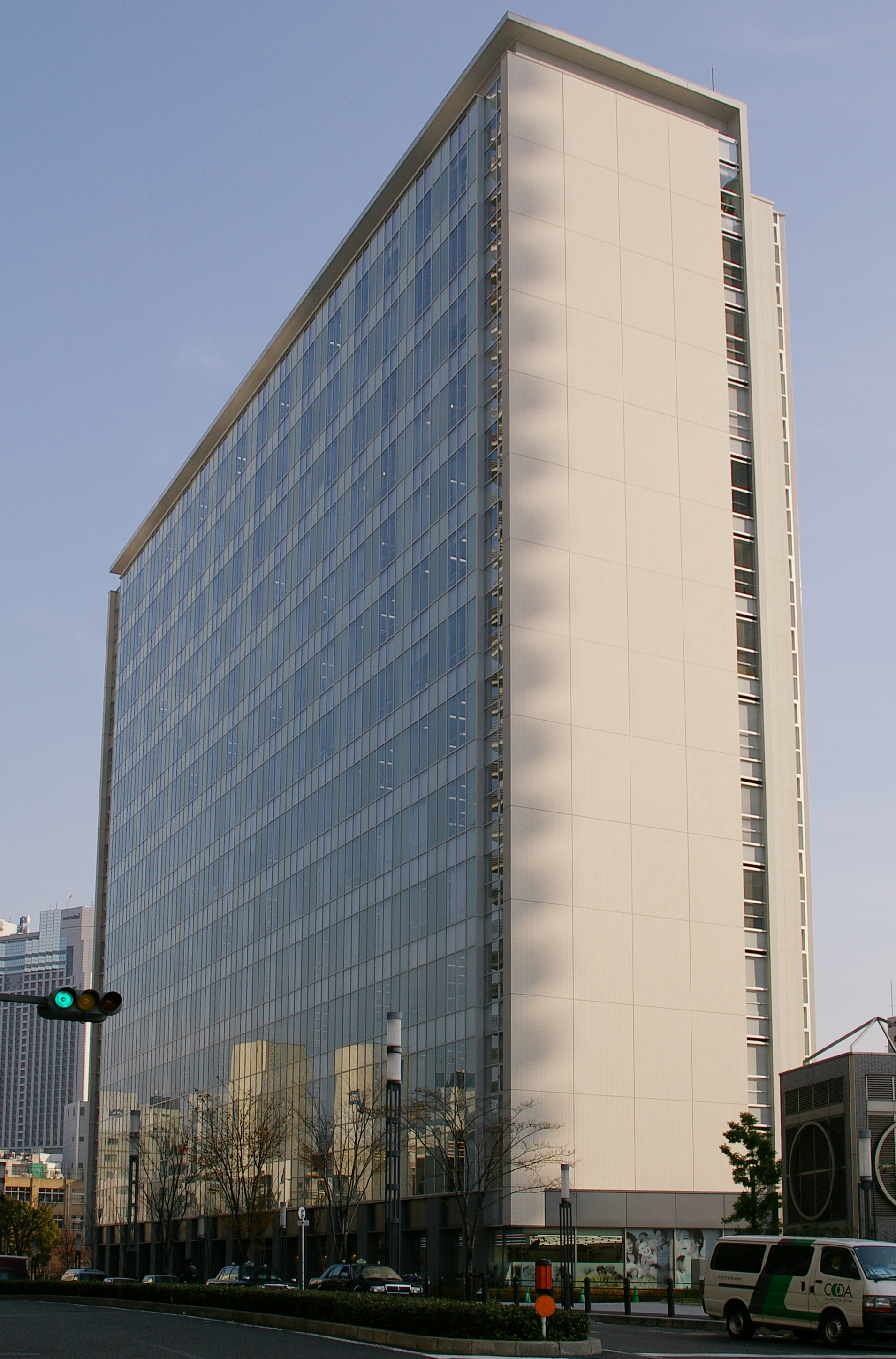
Головний офіс «Санкей Сімбун» в Осаці

Санкей Сімбун (яп. 産経新聞, さんけいしんぶん, санкей сінбун, «Промислово-економічна газета») — щотижнева загальнонаціональна газета в Японії. Заснована 1933 року в Осаці як регіональна «Японська промислова газета» (яп. 日本工業新聞, にっぽんこうぎょうしんぶん, ніппон коґьо сімбун). Спеціалізувалася на економічних новинах. 1942 року змінила назву на сучасну. Повна офіційна назва — «Санґьо Кейдзай Сімбун». З 1950 року почала виходити в Токіо і розширила свою спеціалізацію, ставши газетою універсальних новин.

## Історія
Історія "Санкей" розпочалася в Осаці в 1933 році як торгово-фінансового вісника під назвою "Ніхон коге сімбун" ("Японська промислова газета"). 1-го листопада 1942 році її назва була змінена на "санге кейдзай сімбун" ("Промислово-економічна газета"), скорочено — "Санкей".
З 1950 року видавництво відкрило свою філію в Токіо, який поступово прийняв на себе функції головної редакції. Тоді ж, відмовившись від вузької економічної спеціалізації, газета набула рис загальнонаціонального видання, розрахованого на найбільш широку читацьку аудиторію. У 1955 році була зроблена спроба об'єднання газети з новинним агентством "Дзідзі". Але конгломерат "Санкей Дзідзі" проіснував недовго. У 1958 році бізнесмен Мідзуно Сігео відновив газету під назвою "Санкей сімбун". Її тираж перевищив 2 млн примірників. Через десятиліття газета зав'язала міцні ділові контакти з телекомпанією "Фудзі" і радіомовної компанією "Ніппон Хосо". Таким чином, у сфері масової інформації склалося потужне угруповання "Фудзі-Санкей".

### Криза в історії існування газети

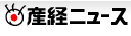
Логотип газети

«Санкей сімбун» постала на межу банкротства у 1957-1958 роках під час фінансової кризи в Японії. До такого стану конгломерат призвів бізнесмен Сігео Мідзуно тим, що вивів газету з альянсу з агентством.
Проте досить скоро видання знайшло вихід з ситуації. У 1962 році «Санкей сімбун» заснувала новий титул в японському го, Дзюдан (буквально - «10-й дан»), що став згодом одним з семи вищих титулів японського го, і новий титул в японській грі сьогі, Кісей, один з семи основних чоловічих титулів («корон») сьогі. У 1964 році газета починає тісно співпрацювати з телекомпанією «Фудзі» і радіомовної компанією «Ніппон Хосо», що призвело в 1967 році до створення медіа-групи «Фудзісанкей».
У 2002 році було припинено видання вечірніх випусків в Осаці і Токіо, з тих пір вечорами газета виходить тільки для пристоличного регіону.
1 жовтня 2007 «Санкей сімбун» і MSN Японії створили спільний інтернет-портал MSN Sankei News.

## Характеристика газети
Газета виходить двічі на день, вранці і ввечері (вечірній випуск поширюється тільки в пристоличному регіоні). 
За тиражем газета займає 9-е місце в Японії і 16-е у світі.  
Має електронну версію. Сайт: www.sankei.com (японська мова). 
Політична позиція «Санкей Сімбун» вважається націоналістично і консервативно налаштованої газетою, близької до Ліберально-демократичної партії.
Традиційно займає антикомуністичні, проамериканські позиції.
Жорстко критикує дії Росії у зв'язку з проблемою приналежності Курильських острів, українським і сирійським кризами.
Нещодавно «Санкей сімбун» написала статтю, присвячену взаєминам Росії та Японії в умовах серйозної конфронтації. Її назва - «Чи можливо, що Японія захоче покращити взаємини з Росією».
Тема, порушена автором, привертає велику увагу з боку японського суспільства.
У статті багато сказано про «неправильні» позиції Москви щодо територіальної проблеми, причому мова публікації досить категорична.
Автор розповідає читачам про те, що відбулося 21 вересня у телефонній розмові президента РФ Володимира Путіна з прем'єр-міністром Японії Сіндзо Абе. У ході розмови сторони досягли домовленості про продовження контактів на різних рівнях, крім цього прем'єр-міністр Японії висловив бажання провести зустріч з президентом РФ в ході саміту АТЕС, який відбудеться у жовтні цього року в Пекіні. Через кілька днів після телефонної розмови, відбулася робоча поїздка голови адміністрації президента РФ Сергія Іванова на острів Ітуруп, де він оглянув новий аеропорт. Це дуже не сподобалося японській стороні. Візит пана Іванова "залишив величезну рану на душі кожного японця", пише «Санкей Симбун».

### "Санкей Спортс"
"Санкей Спортс" (サンケイスポーツ Sankei Supōtsu) - японська спортивна газета, видається корпорацією Sankei Shimbun Co. Ltd паралельно з "Санкей Сімбун". У 2002 році тираж "Санкей Спортс" був 1,360,000 екземплярів. Газета відома також за прізвиськом Sanspo (サ ン ス ポ Сан-SUPO), тираж в 2008 році - 1272000 екземплярів.

## Про корпорацію
Корпорація Sankei Shimbun Co. Ltd, крім газети «Санкей сімбун» і спортивного щоденника «Санкей Спортс» (тираж в 2008 році - 1272000.), видає Таблоїд Yukan Fuji, «Санкей експрес», щотижневий журнал SPA і ряд інших видань. «Санкей сімбун» і MSN Японії володіють спільним інтернет-порталом MSN Sankei News. Газета є засновником і спонсором вищих титулів японських ігор го і сьогі, Дзюдан і Кісей. 

### Відомі співробітники корпорації
Монта Міно - радіо- і телевізійний диктор.
Морі Йосіро - колишній прем'єр-міністр Японії.
Ройтаро Шиба - всесвітньо відомий публіцист.

### Підрозділи корпорації (адреси)
Видавництва газет: "Санкей Сімбун", "Санкей Спортс", "Фуджи Юкан", "Кейба" і т.д.
Головний офіс в Токіо (зареєстрована штаб-квартира): будівля "Токіо Санкей", 7-2, Отемахи Итхом, район Тійода
Центральний офіс в Осаці: Намбу, будівля "Санкей", 1-57, Мінатомахі Ніхоме, Осака
"Умеда-Офіс": "Бріз тауер", 4-9, Умеда Ніхоме, Кіта-ку, Осака
"Західний офіс" (Фукуока): "Санлайт білдінг", 23-8, Ватанабе-дорі, Тюо-ку, Фукуока

## Сучасне становище на ринку

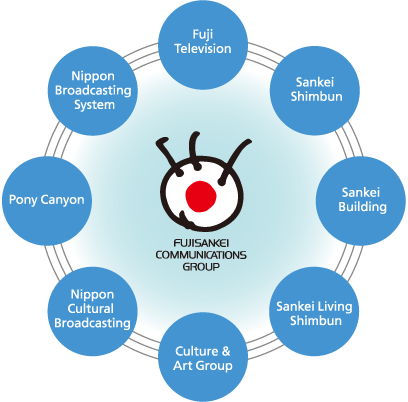
The Sankei Building Group

«Санкей сімбун» вважається однією з п'яти національних газет Японії, в число яких також входять «Асахі сімбун», «Майніті сімбун», «Ніхон кейдзай сімбун» і «Іоміурі сімбун».
У той же час тираж газети значно впав за останні роки. У 2008 році тираж ранкового випуску становив 2166000 прим., А в 2011 році тільки 1,610 млн. За тиражу газета займає 9-е місце в Японії і 16-е у світі. Центральний офіс газети знаходиться в Токіо в будівлі Tokyo Sankei Building в районі Тійода. Інші офіси розташовуються в містах Осака (в Namba Sankei Building в районі Наніва-ку і в Breezé Tower в районі Кіта-ку) і Фукуока (Sunlight Building в районі Тюо-ку). Діють кореспондентські бюро у Вашингтоні, Нью-Йорку, Пекіні (з відділеннями в Шанхаї і Тайбеї), Сеулі, Нью-Делі, Сінгапурі, Лондоні, Парижі, Москві і на Близькому Сході. Sankei Shimbun Co. Ltd є частиною групи Fujisankei Communications Group і на 40% належить медіа-холдингу Fuji Television Network, Inc. Компанія також є власником Радіомовної корпорації Осаки (Osaka Broadcasting Corporation, «Радіо Осака»).

### Полеміка газети
У серпні 2014 року, Південна Корея подала позов проти "Санкей" через образу Парк Гин Хе, президента Південної Кореї, і зажадала, щоб Тацуя Като, глава Бюро у Сеулі, відповів перед громадськістю за свої слова. У статті йшла мова про декілька чуток про Гин Хе щодо загибелі теплохода Sewol. Ці чутки оприлюднила не лише "Санкей", але тільки вона була звинувачена у наклепі.
Уряд Кореї вважає "Санкей" анти-корейською газетою. Тому конфлікти з урядом цієї країни у редакції стаються нерідко.
У грудні 2014 року, газета все ж таки вибачилась за публікацію. Ще однією скандальною публікацію "Санкей" цього ж року стала стаття про антисемітські видання Річарда Кошемізу.
11 лютого 2015, регулярний коментатор, Аяко Соно висловив думку на шпальтах газети про те, що Японія наразі має  прийняти більше іммігрантів, щоб зупинити зменшення робочої сили в країні. Проте Японія повинна вжити заходів, щоб забезпечити іммігрантам гідний рівень життя. У приклад він навів південноафриканський, апартеїд як приклад того, як досягти цієї мети. Стаття викликала колосальний суспільний резонанс в Японії.

## Конкуренти "Санкей Сімбун"
Іоміурі сімбун (読 売 新聞). Напрям — від консервативного до нейтрального. Щоденний тираж становить близько 10 млн на добу. "Іоміурі" має спеціальний договір з The Times щодо постачання новин. Афілійована з Nippon Television.
Асахі сімбун (朝日 新聞). Напрям - ліберальний. Щоденний тираж в 7 млн примірників на день. Відома антиамериканською і прокитайською політикою. Афілійована з TV Asahi.
Майніті сімбун (毎 日 新聞). Ліберальна. Щоденний тираж 4 млн примірників на день. Афілійовані з Tokyo Broadcasting System.
Ніккей Сімбун (日本 経 済 新聞). Економічна газета схожа на Wall Street Journal. Щоденний тираж в близько 3 млн примірників на день. Афілійована з TV Tokyo.